# Asie du Sud

La définition commune de l'Asie du Sud.

Carte urbaine de l'Asie du Sud.

L'Asie du Sud est une région méridionale de l'Asie. Elle comprend l'Afghanistan (partiellement), le Bangladesh, le Bhoutan, l'Inde, les Maldives, le Népal, le Pakistan et le Sri Lanka, et couvre une superficie d'environ 5 144 000 km2.

## Démographie
L'Asie du Sud au sens large est la région la plus peuplée du monde avec un peu moins de 2 milliards d'habitants en 2022, soit environ un quart de la population mondiale, et cela sur moins de 4 % de la superficie totale de la terre.
La densité de population y est forte depuis longtemps, bien que certaines régions montagneuses et désertiques soient peu peuplées voire inoccupées.

## Histoire

### Premières civilisations
L'histoire de l'Asie du Sud commence avec l'émergence de la civilisation de la vallée de l'Indus (vers 2500-1900 av. J.-C.), l'une des premières grandes civilisations urbaines du monde. Elle s'est développée dans ce qui est aujourd'hui le Pakistan et l'ouest de l'Inde, avec des villes avancées comme Mohenjo-Daro et Harappa. Cette civilisation se distinguait par son urbanisme sophistiqué, son système d'écriture encore non déchiffré et son commerce florissant.
Après le déclin de la civilisation de l'Indus, la région a vu l'arrivée des Aryens, qui ont introduit la culture védique (vers 1500 av. J.-C.). Cette période a jeté les bases de l'hindouisme et du sanskrit, la langue sacrée des textes védiques.

### Empires anciens
À partir du VIe siècle av. J.-C., des royaumes puissants émergent, notamment le royaume de Magadha. C'est aussi une époque de grands bouleversements religieux avec la naissance du bouddhisme, fondé par Siddhartha Gautama (le Bouddha), et du jaïnisme, initié par Mahavira. L'Empire Maurya (321-185 av. J.-C.), sous le règne de Chandragupta Maurya et son petit-fils Ashoka, a unifié une grande partie de l'Asie du Sud. Ashoka, converti au bouddhisme, a contribué à sa diffusion en Asie.L'Empire Gupta (vers 320-550 apr. J.-C.), souvent qualifié d'âge d'or de l'Inde, a marqué un sommet dans les arts, la science, la philosophie et la littérature. Cette période a vu des avancées significatives en mathématiques (invention du zéro), en astronomie et en médecine.

### Influences islamiques et ère médiévale
À partir du VIIe siècle, l'Asie du Sud a été exposée aux influences islamiques avec les incursions arabes et turques. Le sultanat de Delhi (1206-1526) a établi une domination islamique durable dans le nord de l'Inde. Cette période a été marquée par des échanges culturels et la fusion des traditions hindoues et islamiques, visibles dans l'art, l'architecture et la musique.L'Empire moghol (1526-1857), fondé par Babur, a apporté une prospérité sans précédent à la région. Sous Akbar, Jahangir, Shah Jahan (constructeur du Taj Mahal) et Aurangzeb, les Moghols ont établi un système de gouvernance centralisé et ont enrichi le patrimoine architectural. La peinture, la littérature et la gastronomie ont également prospéré.

### Période coloniale
Avec l'arrivée des Européens, l'Asie du Sud est devenue un terrain d'enjeux commerciaux et stratégiques. Les Portugais, suivis par les Néerlandais, les Français et enfin les Britanniques, ont cherché à dominer le commerce des épices et des textiles. La Compagnie britannique des Indes orientales a finalement pris le contrôle politique de vastes territoires.Au XIXe siècle, l'Inde est devenue une colonie britannique, marquée par des transformations économiques et sociales profondes, souvent au détriment des structures locales. La domination britannique a également suscité une résistance croissante, donnant naissance à des mouvements nationalistes dirigés par des figures comme Mahatma Gandhi, Jawaharlal Nehru et Muhammad Ali Jinnah.

### Décolonisation et défis modernes
L'indépendance en 1947 a entraîné la partition de l'Inde, créant deux États distincts, l'Inde et le Pakistan, suivis de l'indépendance du Bangladesh en 1971. Cette partition a causé des déplacements massifs de populations et des violences communautaires. Depuis, l'Asie du Sud reste une région marquée par des tensions politiques, notamment entre l'Inde et le Pakistan, mais aussi par des aspirations au développement économique et social.
Aujourd'hui, l'Asie du Sud est un carrefour unique où traditions anciennes et modernité coexistent. Ses contributions à la culture mondiale, à travers des domaines tels que la musique, la danse, la cuisine, la science et la technologie, continuent de façonner son identité dynamique.

## Religions
Les religions majoritaires de cette région sont l’hindouisme (64 %) et l’islam (29 %), suivies par le sikhisme, le bouddhisme, et le christianisme, chacun comptant 2 % de la population. L’Asie du Sud est la région qui concentre la plus grande population musulmane au monde[réf. nécessaire]. C'est également une région dans laquelle la religion est très importante pour la plus grande partie de la population : en 2018, en Inde, 80 % de la population affirmait que la religion est très importante, et 94 % au Pakistan, et plus de 90 % en Afghanistan.

## Climat
Des projections réalisées avec des modèles climatiques régionaux pour l'Asie du Sud montrent que sous l’effet du réchauffement climatique la température humide pourrait d'ici à la fin du siècle régulièrement dépasser 30 °C, un niveau considéré comme extrêmement dangereux, voire parfois excéder 35 °C, le seuil maximal physiologiquement supportable par un être humain en bonne santé au repos à l’ombre.

## Environnement
Selon une étude récente (2019) sur la qualité de l'air dans le monde, la pollution de l'air va diminuer de trente mois (soit 2,5 années) l'espérance de vie des enfants nés en Asie du Sud.